# Tomáš Tomáš
Tomáš Tomáš (* 19. ledna 1968 Brno) je český lékař, pedagog a komunální politik. Od roku 1993 pracuje ve Fakultní nemocnici u sv. Anny v Brně jako ortoped. V roce 2017 se stal přednostou I. ortopedické kliniky v této nemocnici, kde předtím osm let pracoval jako primář. Zároveň působí jako odborný asistent na Lékařské fakultě Masarykovy univerzity v Brně. Je autorem mnoha odborných publikací. Od roku 2014 působí jako zastupitel v městské části Brno-sever.

## Vzdělání a rodina
Po studiu na Gymnáziu tř. kpt. Jaroše úspěšně vystudoval Lékařskou fakultu Masarykovy univerzity v Brně, kterou dokončil v roce 1992.
Od roku 1995 je ženatý, má tři děti a ve volném čase rád sportuje, čte a pracuje na chalupě.

## Lékařské působení
Lékařskou kariéru zahájil po dokončení studií a absolvování povinné vojenské služby v roce 1993 ve Fakultní nemocnici u sv. Anny v Brně. S touto nemocnicí spojil celou svou dosavadní lékařskou praxi. Od roku 2009 tam působil jako primář, v roce 2017 se tam stal přednostou I. ortopedické kliniky.
Tomáš Tomáš vedl v roce 2018 operaci, kdy se svým týmem jako první v České republice implantoval pacientovi novou lopatku vyrobenou na 3D tiskárně, jako náhradu za lopatku, kterou museli pacientovi odstranit kvůli nádorovému onemocnění. Složitá operace trvala tři hodiny a dopadla úspěšně.
Se svým týmem ale provedl i další operace, které se do té doby v České republice neprováděly. Například v roce 2018 odstranil pacientovi část stehenní kosti s nádorem, včetně měkkých tkání a svalů. Při další fázi operace použili jako první v ČR speciální Compress systém, který potencuje kostní tkáň k přerůstu endoprotézy. Aktivní část endoprotézy se při ní přitáhne ke kosti kompresáriem. Toto speciální zařízení vyvíjí trvalý a přesně vypočtený silný tlak na kost. Ta se tím aktivuje k buněčnému růstu až k vlastní endoprotéze, která je vybavena speciálním povrchem. Ten umožní, aby se kosti a endoprotéza pevně spojily.

## Politické působení
Od roku 2015 je členem KDU-ČSL, za kterou kandidoval ve třech volbách. V komunálních volbách v roce 2014 se stal zastupitelem městské části Brno-sever, o čtyři roky později svůj mandát obhájil. V roce 2016 kandidoval i v krajských volbách v Jihomoravském kraji na kandidátce KDU-ČSL z 52. místa, mandát ale nezískal.
Ve volbách do Senátu PČR v roce 2020 kandidoval za KDU-ČSL v obvodu č. 60 – Brno-město. Se ziskem 13,38 % hlasů skončil na 5. místě a do druhého kola nepostoupil.